# Powiat Stara Wieś Spiska
Powiat Stara Wieś Spiska (czes., słow. Okres Spišská Stará Ves, węg. Szepesófalui járás) – dawny powiat czechosłowacki z siedzibą w Starej Wsi Spiskiej, istniejący do 1960 roku.
Powiat był jedną z 8 jednostek podziału administracyjnego komitatu Szepes (węg. Szepes vármegye), części Królestwa Węgier. Po rozpadzie Austro-Węgier wszedł w skład Czechosłowacji. W wyniku podziału Orawy z 28 lipca 1920 roku znaczną część powiatu włączono do Polski (wsie Polskiego Spisza), siedziba pozostała jednak po stronie czechosłowackiej.
1 stycznia 1923 roku wszedł w życie nowy podział administracyjny Słowacji – powiat Stara Wieś Spiska stał się częścią żupy podtatrzańskiej (XIX), zniesionej 1 czerwca 1928 roku. W 1938 roku do Polski włączono gminy Jaworzyna i Leśnica oraz część gminy Zdziar.
W listopadzie 1939 roku, na mocy granicznej umowy niemiecko-słowackiej, do powiatu przyłączono ziemie przypadłe Polsce w 1920 i 1938 roku. W podziale administracyjnym Pierwszej Republiki Słowackiej od 1 stycznia 1940 roku należał do żupy tatrzańskiej. Rozporządzeniami Słowackiej Rady Narodowej z 1945 roku przywrócono przedwojenny podział administracyjny, a powiat powrócił do granic sprzed 1938 roku.
1 stycznia 1948 roku jednostka została włączona do nowo utworzonego kraju preszowskiego.
Powiat został zniesiony w wyniku reformy administracyjnej z 11 kwietnia 1960 roku – jego teren włączono do powiatu Poprad w kraju środkowosłowackim. W 1968 roku część wschodnia byłej jednostki (w tym Leśnica) została włączona do przywróconego powiatu Stara Lubowla.